# Lista de episódios de Preacher
A seguir se apresenta a lista de episódios de Preacher, uma série de televisão  dos gêneros torror e drama transmitida pelo canal de televisão AMC nos Estados Unidos entre 22 de maio de 2016 a 29 de setembro de 2019.
Desenvolvida por Seth Rogen, a série se passa no estado americano Texas. O elenco principal da série é constituído por diversos atores. Eles são: Dominic Cooper, Joseph Gilgun, Ruth Negga, Graham McTavish, Ian Colletti, Pip Torrens, Noah Taylor e Julie Ann Emery, que respectivamente interpretam Jesse Custer, Cassidy, Tulip O'Hare, O Santo dos Assassinos, Eugene "Cara-de-Cu" Root, Herr Starr, Adolf Hitler e Sarah Featherstone.
A série apresenta a história de Jesse Custer, um pastor de uma pequena cidade texana que tenta seguir os passos do seu falecido pai, tomando conta das pregações na igreja local. O pastor acaba sendo possuído por Gênesis, uma entidade que está sendo procurada pelos anjos e que concedeu o dom da Palavra a Custer. Após isso, Custer e seus amigos, Tulip e Cassidy, saem em busca de Deus que anda pela Terra.
O primeiro episódio, "Pilot", foi emitido na noite de 22 de maio de 2016 e foi assistido por 2.38 milhões de telespectadores, um número razoável para uma estreia de série.

## Resumo
| Temporada | Temporada | Episódios | Episódios | Originalmente exibido | Originalmente exibido  |
| Temporada | Temporada | Episódios | Episódios | Estreia da temporada  | Final da temporada     |
| --------- | --------- | --------- | --------- | --------------------- | ---------------------- |
|           | 1         | 10        | 10        | 22 de maio de 2016    | 31 de julho de 2016    |
|           | 2         | 13        | 13        | 25 de junho de 2017   | 11 de setembro de 2017 |
|           | 3         | 10        | 10        | 24 de junho de 2018   | 26 de agosto de 2018   |
|           | 4         | 10        | 10        | 4 de agosto de 2019   | 20 de setembro de 2019 |

## Episódios

### 1ª temporada (2016)
| N.º na série | N.º na temp. | Título                                              | Dirigido por               | Escrito por                                                                     | Exibição original   | Audiência (milhões) |
| ------------ | ------------ | --------------------------------------------------- | -------------------------- | ------------------------------------------------------------------------------- | ------------------- | ------------------- |
| 1            | 1            | "Pilot" "(Piloto)" (BR)                             | Seth Rogen & Evan Goldberg | História por : Seth Rogen & Evan Goldberg & Sam Catlin Roteiro por : Sam Catlin | 22 de maio de 2016  | 2.38                |
| 2            | 2            | "See" "(Veja)" (BR)                                 | Seth Rogen & Evan Goldberg | Sam Catlin                                                                      | 5 de junho de 2016  | 2.08                |
| 3            | 3            | "The Possibilities" "(As Possibilidades)" (BR)      | Scott Winant               | Chris Kelley                                                                    | 12 de junho de 2016 | 1.75                |
| 4            | 4            | "Monster Swamp" "(Monstro do Pântano)" (BR)         | Craig Zisk                 | Sara Goodman                                                                    | 19 de junho de 2016 | 1.14                |
| 5            | 5            | "South Will Rise Again" "(O Sul Se Reerguerá)" (BR) | Michael Slovis             | Craig Rosenberg                                                                 | 26 de junho de 2016 | 1.43                |
| 6            | 6            | "Sundowner" "(Sundowner)" (BR)                      | Guillermo Navarro          | Nick Towne                                                                      | 3 de julho de 2016  | 1.49                |
| 7            | 7            | "He Gone" "(Ele Se Foi)" (BR)                       | Michael Morris             | Mary Laws                                                                       | 10 de julho de 2016 | 1.55                |
| 8            | 8            | "El Valero" "(El Valero)" (BR)                      | Kate Dennis                | Olivia Dufault                                                                  | 17 de julho de 2016 | 1.65                |
| 9            | 9            | "Finish the Song" "(Termine a Música)" (BR)         | Michael Slovis             | Craig Rosenberg                                                                 | 24 de julho de 2016 | 1.57                |
| 10           | 10           | "Call and Response" "(Chamada e Resposta)" (BR)     | Sam Catlin                 | Sam Catlin                                                                      | 31 de julho de 2016 | 1.72                |

### 2ª temporada (2017)
| N.º na série | N.º na temp. | Título                                          | Dirigido por               | Escrito por                | Exibição original      | Audiência (milhões) |
| ------------ | ------------ | ----------------------------------------------- | -------------------------- | -------------------------- | ---------------------- | ------------------- |
| 11           | 1            | "On the Road" "(Na Estrada)" (BR)               | Seth Rogen & Evan Goldberg | Sam Catlin                 | 25 de junho de 2017    | 1.69                |
| 12           | 2            | "Mumbai Sky Tower" "(Mumbai Sky Tower)" (BR)    | Seth Rogen & Evan Goldberg | Sam Catlin                 | 26 de junho de 2017    | 1.35                |
| 13           | 3            | "Damsels" "(Donzelas)" (BR)                     | Michael Slovis             | Sara Goodman               | 3 de julho de 2017     | 1.11                |
| 14           | 4            | "Viktor" "(Viktor)" (BR)                        | Michael Slovis             | Craig Rosenberg            | 10 de julho de 2017    | 1.19                |
| 15           | 5            | "Dallas" "(Dallas)" (BR)                        | Michael Morris             | Philip Buiser              | 17 de julho de 2017    | 1.27                |
| 16           | 6            | "Sokosha" "(Sokosha)" (BR)                      | David Evans                | Mary Laws                  | 24 de julho de 2017    | 1.19                |
| 17           | 7            | "Pig" "(Porco)" (BR)                            | Wayne Yip                  | Olivia Dufault             | 31 de julho de 2017    | 1.25                |
| 18           | 8            | "Holes" "(Buracos)" (BR)                        | Maja Vrvilo                | Mark Stegemann             | 7 de agosto de 2017    | 1.15                |
| 19           | 9            | "Puzzle Piece" "(A Peça do Quebra-Cabeça)" (BR) | Michael Dowse              | Craig Rosenberg            | 14 de agosto de 2017   | 0.99                |
| 20           | 10           | "Dirty Little Secret" "(Segredinho Sujo)" (BR)  | Steph Green                | Mary Laws                  | 21 de agosto de 2017   | 1.03                |
| 21           | 11           | "Backdoors" "(Portas Traseiras)" (BR)           | Norberto Barba             | Sara Goodman               | 28 de agosto de 2017   | 0.90                |
| 22           | 12           | "On Your Knees" "(De Joelhos)" (BR)             | Michael Slovis             | Sam Catlin & Rachel Wagner | 4 de setembro de 2017  | 1.10                |
| 23           | 13           | "The End of the Road" "(O Fim da Estrada)" (BR) | Wayne Yip                  | Sam Catlin                 | 11 de setembro de 2017 | 0.97                |

### 3ª temporada (2018)
| N.º na série | N.º na temp. | Título                                             | Dirigido por      | Escrito por             | Exibição original    | Audiência (milhões) |
| ------------ | ------------ | -------------------------------------------------- | ----------------- | ----------------------- | -------------------- | ------------------- |
| 24           | 1            | "Angelville" "(Angelville)" (BR)                   | Michael Slovis    | Sam Catlin              | 24 de junho de 2018  | 0.84                |
| 25           | 2            | "Sonsabitches" "(Filhos da Puta)" (BR)             | Michael Slovis    | Sara Goodman            | 1 de julho de 2018   | 0.77                |
| 26           | 3            | "Gonna Hurt" "(Vai Doer)" (BR)                     | John Grillo       | Gary Tieche             | 8 de julho de 2018   | 0.77                |
| 27           | 4            | "The Tombs" "(As Tumbas)" (BR)                     | Wayne Yip         | Mark Stegemann          | 15 de julho de 2018  | 0.75                |
| 28           | 5            | "The Coffin" "(O Caixão)" (BR)                     | Millicent Shelton | Mary Laws               | 22 de julho de 2018  | 0.82                |
| 29           | 6            | "Les Enfants du Sang" "(Les Enfants du Sang)" (BR) | Laura Belsey      | Rachel Wagner           | 29 de julho de 2018  | 0.78                |
| 30           | 7            | "Hilter" "(Hilter)" (BR)                           | Michael Morris    | Carla Ching             | 5 de agosto de 2018  | 0.88                |
| 31           | 8            | "The Tom/Brady" "(Tom/Brady)" (BR)                 | Wayne Yip         | Mary Laws & Kevin Rosen | 12 de agosto de 2018 | 0.94                |
| 32           | 9            | "Schwanzkopf" "(Schwanzkopf)" (BR)                 | Kevin Hooks       | Gary Tieche             | 19 de agosto de 2018 | 0.98                |
| 33           | 10           | "The Light Above" "(A Luz Acima)" (BR)             | Sam Catlin        | Sam Catlin              | 26 de agosto de 2018 | 1.02                |